# همه چیز درست خواهد شد
همه چیز درست خواهد شد (لهستانی: Wszystko będzie dobrze) یک فیلم درام لهستانی است که در سال ۲۰۰۷ منتشر شد.

## گزیدهٔ بازیگران
- روبرت وینتسکیویچ
- ایزابلا دونبروفسکا
- یانوش کوئوشینسکی
- بئاتا کافکا
- یانوش خابیور
- کاتاژینا کویاتکوفسکا
- الکساندر بدناش
- لخ دیبلیک
- ویسواوا مازورکیویچ
- ناتالیا ریبیتسکا